# Companhia de Águas e Esgotos de Roraima
A Companhia de Águas e Esgotos de Roraima (Caer) é uma sociedade de economia mista que detém a concessão dos serviços públicos de saneamento básico no estado de Roraima.

## História
A Caer foi criada em 4 de março de 1969 por meio do Decreto-Lei n° 490/1969, destinada a coordenar o planejamento, executar, operar e explorar os serviços públicos de saneamento básico (abastecimento d’água e esgotos sanitários) no Território Federal de Roraima.
A empresa nasceu com a missão de universalizar a prestação de serviços de abastecimento de água tratada, coleta e tratamento de esgoto sanitário, promovendo a saúde pública, bem-estar social e o desenvolvimento econômico do Estado.
Em 1970 foram implantados na capital 37 km de rede de distribuição em tubulação de fibrocimento (amianto), com apenas 30 ligações domiciliares. O sistema de abastecimento era composto pela água bombeada de dois poços tubulares (semiartesianos), e a distribuição era feita em caminhões pipas, que abasteciam os camburões e as cisternas das residências.
A primeira Estação de Tratamento de Água (ETA) da Caer foi construída em 1972, abastecendo os reservatórios elevados dos bairros São Pedro e São Vicente em Boa Vista. A construção da segunda ETA se deu em 1979.
O Sistema de Esgotamento Sanitário de Boa Vista foi implantado em 1975, com 52 km de rede coletora. Em 1994, foi inaugurada a Estação de Tratamento de Esgotos (ETE), formada por 5 lagoas de estabilização e um tratamento natural, com capacidade de tratar a vazão de 1.260 metros cúbicos por hora.

## Áreas de atuação
Em 2022, existiam 55 poços em atividade na capital Boa Vista e três ETAs, com capacidade de tratar até 1200 litros por segundo. A Caer tem implantados 1.515 km de rede de abastecimento de água e 922 km de rede de esgoto, com capacidade de tratamento que pode chegar a 4.890 metros cúbicos por hora.
O abastecimento de água de Boa Vista está dividido em dois sistemas: captação superficial das águas do rio Branco para as duas estações de tratamento de águas (ETA) e captação subterrânea realizadas em diversos bairros da cidade através dos 62 poços tubulares instalados.
A Caer atua em todos os quinze municípios de Roraima.